# Un lugar llamado hogar
Un lugar llamado hogar (título original: A Place Called Home) es un telefilme estadounidense de drama y familiar de 2004, dirigido por Michael Tuchner, escrito por J.P. Martin y Frank Q. Dobbs, musicalizado por Joe Kraemer, en la fotografía estuvo James W. Wrenn y los protagonistas son Ann-Margret, Matthew Settle y Rebecca McFarland, entre otros. Este largometraje fue producido por Larry Levinson Productions y se estrenó el 7 de marzo de 2004.

## Sinopsis
Tula es una mujer madura, vive sola en una bella propiedad que se está destruyendo, y tiene que lidiar con sus sobrinos que quieren sacársela para obtener beneficios inmobiliarios, utilizando formas poco ortodoxas. La repentina llegada de Cali y su padre, Hank, modificarán la manera de pensar y de actuar de Tula.